# Pierre de Margerie
Bruno François Marie Pierre Jacquin de Margerie (* 6. Oktober 1861 in Nancy; † 1. Juni 1942) war ein französischer Diplomat. Zuletzt war er von 1922 bis 1931 Botschafter in Berlin.

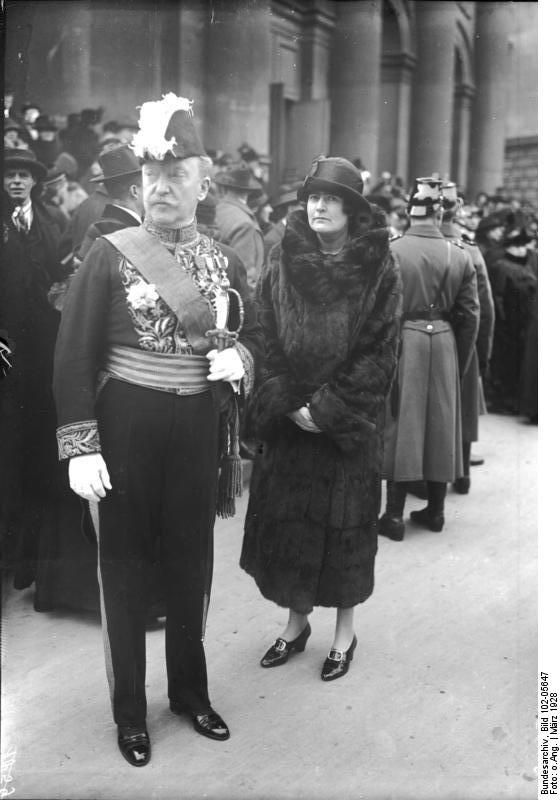
Pierre de Margerie in Diplomatenuniform mit Ehefrau 1928 in Berlin

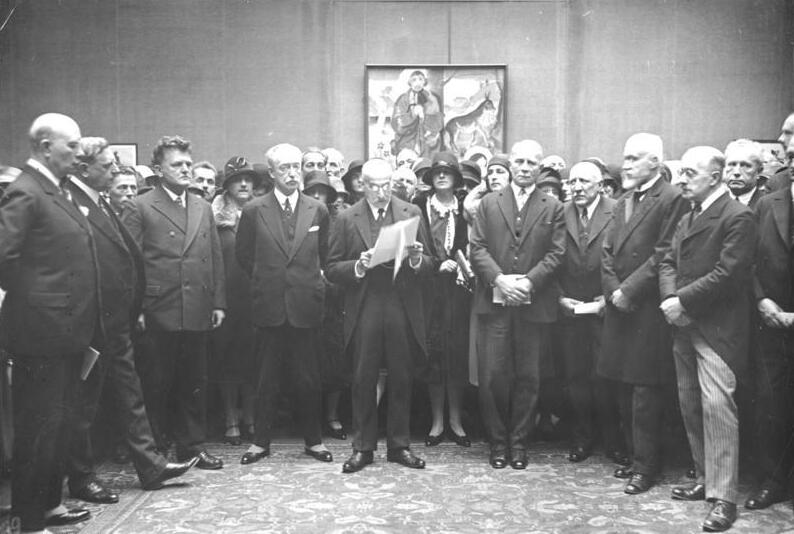
Max Liebermann und Pierre de Margerie bei einer Ausstellungseröffnung in der Akademie der Künste

## Leben
Pierre de Margerie war ein Sohn des katholischen Professors der Philosophie und Dekans an der Universität Lille Amédée de Margerie (1825–1905).
Margerie trat 1883 in den französischen diplomatischen Dienst ein. Von 1907 bis 1909 war er Gesandter in Siam und von 1909 bis 1912 in Peking. Anschließend arbeitete er im Außenministerium in Paris, ab 1914 als Direktor für politische und kommerzielle Angelegenheiten (Directeur des Affaires politiques et commerciales). Im August 1914 nahm er die Kriegserklärung des deutschen Botschafters, Wilhelm von Schoen, entgegen. Im Jahr 1918 erlitt er einen Zusammenbruch und als er nach Monaten der Abwesenheit ins Ministerium zurückkehrte, hatte ihn ein Konkurrent von seinem Posten verdrängt. Damit wurde er auch nicht Sekretär der Friedensverhandlungen in Versailles. Stattdessen wurde er 1919 Botschafter in Brüssel.
Im Jahr 1922 wechselte Margerie nach Berlin. Den Posten als Botschafter in Deutschland behielt er bis August 1931. Er hat dabei versucht eine Vermittlerrolle zwischen Paris und der Reichsregierung einzunehmen. Der Konfrontationspolitik der Regierung von Raymond Poincaré mit dem Höhepunkt der Ruhrbesetzung 1923 stand er skeptisch gegenüber, musste aber die Weisungen aus Paris ausführen. Für die Annäherung zwischen Frankreich und Deutschland gerade auch auf geistig-kulturellen Gebiet spielte er eine wichtige Rolle. Er war mit verschiedenen deutschen Autoren befreundet und förderte die Begegnung mit der französischen Kunst und Kultur. In seiner Zeit wurde die Botschaft in Berlin umgestaltet. Für seine Ablösung waren innenpolitische Interessen ausschlaggebend. Hinzu kam, dass er 1931 in den Jahren der Krise als zu alt und zu sehr in der Routine erstarrt schien. Reichskanzler Heinrich Brüning dagegen versuchte Margerie zu halten, weil er ihn für einen verlässlichen Partner hielt.
Ab 1930 hatte Margerie eine Liaison mit der Fotografin Frieda Riess. 1932 gab sie ihr Atelier in Berlin auf und folgte dem als Pensionär nach Paris zurückgekehrten Pierre de Margerie. Die Beziehung hielt bis zu seinem Tode am 1. Juni 1942.

## Familie
Sein Sohn Roland de Margerie (1899–1990) war nach dem Zweiten Weltkrieg französischer Botschafter in der Bundesrepublik Deutschland. Dessen Sohn Bertrand de Margerie (1923–2003) war Jesuit und als Theologe für seine Arbeiten zur Christologie bekannt.